# Caverna Baredine
A Caverna Baredine é um sítio espeleológico que está localizado na região oeste da península de Ístria, na cidade de Poreč, próximo a vila Nova Vas, na Croácia.

## História
No ano de 1926, a caverna é explorada até uma profundidade de 80 metros pelos espeleólogos de Trieste da Commissione grotta della Soccieta Alpina delle Giulie. Foi registrada como SE de Gedici ou Caverna Baredine, sob o número 1807.
Em 1973, um grupo de espeleólogos de Poreč da SD Proteus exploram a caverna mais a fundo, onde descobrem dois lagos subterrâneos.
No ano de 1986, a caverna é declarada Monumento Natural da Croácia e, no início dos anos de 1990, a caverna é preparada para exploração turística, com apoio dos moradores de Nova Vas e do Conselho de Turismo do Condado e da cidade de Poreč. E na data de 1 de maio de 1995, a caverna é aberta ao público.

## Características
A caverna é formada por calcário do período cretáceo. Está localizada a 117 metros acima do nível do mar e possui 5 câmaras com formações de estalagmites, estalactites e colunas de gotejamento. É uma caverna com 132 metros de profundidade e uma temperatura em torno de 14°C.

### Câmaras
Sua entrada é vertical e afunilada, está localizada em um terreno plano e possui 10 metros de diâmetro. A 15 metros de profundidade chega na primeira câmara. A segunda câmara possui 10 metros de largura e 25 metros de altura e suas paredes possuem uma coloração avermelhada devido a presença de óxido de ferro no solo. Nesta câmara há a presença de estalactites e helictites. A passagem da segunda para a terceira câmara está parcialmente obstruída por um bloco grande de pedra que caiu do teto. A terceira câmara possui em torno de 2 a 3 metros de altura. Nesta câmara se encontra uma formação mole e inclinada, batizada de Torre de Pisa. A quarta câmara possui 10 metros de largura, 15 metros de altura e 18 metros de comprimento. Nesta câmara há um poço com 4 metros de diâmetro, que desce por 66 metros verticalmente até um lago subterrâneo. A quinta câmara possui 18 metros de largura, 8 metros de altura e 4 metros de comprimento. Nesta câmara há duas formações brancas, uma batizada de Boneco de Neve e a outra de Virgem Maria; e um lago subterrâneo no fundo da câmara.

### Lagos subterrâneos
A caverna possui dois lagos subterrâneos, em estilo poço, a uma profundidade de 116 metros. Um lago possui 6 metros de lâmina d'agua, e o outro possui 16 metros. Em períodos de chuva forte, os níveis da água podem elevar 17 metros. As paredes e o fundo dos lagos possuem lama fina de coloração avermelhada.

### Fauna
É o habitat natural do olm (Proteus anguinus), uma espécie endêmica da região cárstico dinárica. Também pode ser encontrado sapos (Bufo bufo) e camarões brancos (Niphargu sp.).

## Lenda
A lenda iniciou no século XIII. Conta a lenda que um nobre de Poreč chamado Gabrijel, se apaixona por uma camponesa de Nova Vas chamada Milka. A mãe de Gabrijel, pagou bandidos para matarem Milka. Os bandidos jogaram a camponesa em um poço. Gabrijel sabendo do trágico destino de sua amada, saiu a cavalo em sua busca, mas nunca mais foi visto, somente seu cavalo foi encontrado perto do poço. A lenda conta que os corpos de Milka e Gabrijel, século após século, foram petrificados e que agora estão juntos para sempre.

## Turismo
A caverna está aberta ao público com visitas guiadas e entrada paga. Os visitantes percorrem cinco câmaras através de um caminho com 300 metros de percurso, que finaliza em um lago subterrâneo. Há estacionamento gratuito, recepção, cafeteria, loja de souvenir e playground.